# 小名浜生協病院
小名浜生協病院（おなはませいきょうびょういん）は、福島県いわき市小名浜岡小名にある病院。設置者は浜通り医療生活協同組合。
全日本民主医療機関連合会（民医連）加盟病院。

## 診療科
- 消化器内科
- 循環器内科
- 呼吸器内科

## 医療機関の指定・認定
- 保険医療機関[2]
- 労災保険指定医療機関[2]
- 身体障害者福祉法指定医の配置されている医療機関[2]
- 生活保護法指定医療機関[2]
- 原子爆弾被害者一般疾病医療取扱医療機関[2]
- 無料低額診療事業実施医療機関[2]
- 第二次救急医療機関（救急協力病院）[3]
- このほか、各種法令による指定・認定病院であるとともに、各学会の認定施設でもある。

## 特徴
病院の理念により、差額ベッド代（個室料）を徴収していない。

## 交通アクセス
- JR常磐線「いわき駅」より新常磐交通バス乗車（小名浜方面行）、「東警察署前」停留所下車[5]

## 関連施設
- 小名浜生協病院付属せいきょうクリニック（福島県いわき市小名浜岡小名字山ノ神40番地）